# Franco Ricciardi (album)
Franco Ricciardi è il primo extended play del cantautore italiano omonimo, pubblicato nel 2002.

## Tracce
1. Chella è guagliona – 3:21
2. Omme – 3:34
3. Nennè (L'ultimo pensiero) – 1:28